# Västra Nedsjön
57°43′00″N 12°27′39″Ø / 57.71667°N 12.46083°Ø
Västra Nedsjön er en sø som ligger ved byen Hindås  i den østlige del af Härryda kommun i Västra Götalands län i Sverige. Västra Nedsjön er med en  kanal forbundet med  Östra Nedsjön. Mölndalsån regnes for at begynde ved udløbet fra Västra Nedsjön.